# Adaware Antivirus
Adaware Antivirus, poprzednio Ad-Aware – program antywirusowy wyprodukowany przez szwedzkie przedsiębiorstwo Lavasoft. Umożliwia wyszukiwanie programów szpiegujących. Działanie programu polega na skanowaniu pamięci, plików i wpisów w rejestrze systemowym i porównywania ich z sygnaturami szpiegów znajdujących się w bazie danych programu, jednocześnie zabezpieczonej przed skanowaniem innych programów typu antyszpiegujących i antywirusowych. Oprócz samych programów analizowane są również niektóre parametry aplikacji (np. strona startowa przeglądarki) oraz inne elementy wykorzystywane przez złośliwe oprogramowanie. Na podstawie wyników skanowania przedstawiane są wszystkie nierozpoznane oraz podejrzane obiekty, a użytkownik może podjąć decyzję, czy pliki skasować, zachować, czy też mają zostać odizolowane od systemu (kwarantanna). Wersja bezpłatna do użytku domowego ma tę wadę, iż nie jest wyposażona w skaner rezydentny, w wyniku czego obiekty szpiegujące mogą być przez ten program wykrywane tylko podczas ich aktywności w systemie operacyjnym.